# Телевизија Републике Српске
Телевизија Републике Српске, локално позната само као РТРС, босанскохерцеговачка је ентитетска јавна телевизија којом руководи Радио-телевизија Републике Српске. Програм се емтује на дневној бази, 24 часа из седишта РТРС које се налази у Бањој Луци. Радио и телевизијски програм је углавном продуциран на српском језику и на ћирилици. Телевизијски канал емитује више садржаја програма као што су вести, ток-шоу, документарци, спорт, филмови, мозаик, дечији програм, итд.